# DSA-166
La DSA-166 es una carretera perteneciente a la Red Secundaria de la Diputación Provincial de Salamanca que une las localidades de Bercimuelle y Puente del Congosto.

## Origen y Destino
La carretera  DSA-166  tiene su origen en Bercimuelle en la intersección con la carretera  SA-104 , y termina en Puente del Congosto, en la intersección con la carretera  SA-102 , formando parte de la Red de carreteras de Salamanca.